# Arrah (Côte-d'Ivoire)
Pour les articles homonymes, voir Arrah.
Arrah est l'une des trois préfectures de la région du Moronou, région située à l'est de la Côte d'Ivoire. Située au centre-est du pays, Arrah est peuplée d'environ 65 000 habitants en 2019. Arrah est à la fois un chef-lieu de préfecture, une sous-préfecture et une commune de plein exercice. Ville principale du peuple Agni Ahua, Arrah est dirigée au plan coutumier par un roi, Nanan Téhua II. Arrah est connue à travers son festival traditionnel " Bédiélouo " ou la fête des ignames qui marque la célébration du nouvel an pour le peuple Agni Ahua.

## Démographie
| 1912   | 1975   | 1988   | 2017   |
| ------ | ------ | ------ | ------ |
| 34 180 | 16 015 | 21 222 | 50 000 |

## Équipement
- Centre culturel Henri Konan Bédié ;
- Hôpital général.

## Sports
La localité dispose d'un club de football, l'EBC d'Arrah, qui évolue en Championnat de Division Régionale, équivalent d'une « 4e division » .